# Шимон Марћињак
Шимон Марћињак (пољ. Szymon Marciniak; Плоцк, 7. јануар 1981) јесте пољски фудбалски судија. Сматра се за једног од најбољих судија своје генерације.
Од 2009. године суди на утакмицама пољског националног првенства а од 2011. године је званични судија Фифе. Такође је уврштен у категорију Уефиних елитних судија. Судио је на многим значајним утакмицама како на клупском тако и на репрезентативном нивоу. Међу њима се највише истичу финале Светског првенства у Катару 2022. године, које је играно између Аргентине и Француске, као и утакмица УЕФА суперкупа 2018. године на коме су играли Реал и Атлетико Мадрид.

## Лични живот
У браку са супрогом Магдаленом има сина Бартоша (2003) и кћерку Наталију (2012). На аматерском нивоу се бави тајландским боксом.
Из предострожности није судио на Европском првенству 2020. пошто му је, након опоравка од ковида 19, дијагностификована тахикардија.

## Одабрана статистика

### Значајни суђени турнири
| Европско првенство 2016 — Француска | Европско првенство 2016 — Француска | Европско првенство 2016 — Француска | Европско првенство 2016 — Француска | Европско првенство 2016 — Француска | Европско првенство 2016 — Француска | Европско првенство 2016 — Француска | Европско првенство 2016 — Француска |
| Датум                               | Утакмица                            | Стадион                             | Град                                | Фаза                                | Резултат                            | Жути картони                        | Црвени картони                      |
| ----------------------------------- | ----------------------------------- | ----------------------------------- | ----------------------------------- | ----------------------------------- | ----------------------------------- | ----------------------------------- | ----------------------------------- |
| 13. јун 2016.                       | Шпанија — Чешка                     | Стадион Тулуза                      | Тулуза                              | Група                               | 1 : 0                               | 1                                   | 0                                   |
| 22. јун 2016.                       | Исланд — Аустрија                   | Стадион Француска                   | Париз                               | Група                               | 2 : 1                               | 5                                   | 0                                   |
| 26. јун 2016.                       | Немачка — Словачка                  | Стадион Пјер Мороа                  | Лил                                 | Осмина финала                       | 3 : 0                               | 4                                   | 0                                   |
| Светско првенство 2018 — Русија     |                                     |                                     |                                     |                                     |                                     |                                     |                                     |
| Датум                               | Утакмица                            | Стадион                             | Град                                | Фаза                                | Резултат                            | Жути картони                        | Црвени картони                      |
| 16. јун 2018.                       | Аргентина — Исланд                  | Откритије арена                     | Москва                              | Група                               | 1 : 1                               | 0                                   | 0                                   |
| 23. јун 2018.                       | Немачка — Шведска                   | Олимпијски стадион Фишт             | Сочи                                | Група                               | 2 : 1                               | 4                                   | 1                                   |
| Светско првенство 2022 — Катар      |                                     |                                     |                                     |                                     |                                     |                                     |                                     |
| Датум                               | Утакмица                            | Стадион                             | Град                                | Фаза                                | Резултат                            | Жути картони                        | Црвени картони                      |
| 26. новембар 2022.                  | Француска — Данска                  | Стадион 974                         | Доха                                | Група                               | 2 : 1                               | 3                                   | 0                                   |
| 3. децембар 2022.                   | Аргентина — Аустралија              | Стадион Ахмад ибн Али               | Ел Рајан                            | Осмина финала                       | 2 : 1                               | 2                                   | 0                                   |
| 18. децембар 2022.                  | Аргентина — Француска               | Стадион Лусаил                      | Лусаил                              | Финале                              | 3 : 3 (4 : 3, пен.)                 | 7                                   | 0                                   |